# Ржавенье
Ржавенье — деревня в Сычёвском районе Смоленской области России. Входит в состав Караваевского сельского поселения. Население — 7 жителей (2007 год).
Расположена в северо-восточной части области в 6 км к северо-западу от Сычёвки, на дороге Сычёвка — Лесные Дали в 10 км западнее автодороги Р134 «Старая Смоленская дорога» Смоленск — Дорогобуж — Вязьма — Зубцов, на берегу реки Яблоня. В 7 км юго-восточнее деревни расположена железнодорожная станция Сычёвка на линии Вязьма — Ржев.

## История
В годы Великой Отечественной войны деревня была оккупирована гитлеровскими войсками в октябре 1941 года, освобождена в марте 1943 года.